# Wurlitzer (elektrické piano)
Elektronické piano Wurlitzer, známé také jako elektrické piano Wurlitzer, je elektronické piano vyráběné a prodávané firmou Wurlitzer od poloviny padesátých let do počátku osmdesátých let. Zvuk je tvořen pomocí kladívek, která rozeznívají kovové plátky, čímž vzniká elektrický proud, který je zachycen elektromagnetickým snímačem. I když je Wurlitzer koncepčně velmi podobný Rhodes pianu, jeho zvuk je odlišný.
Společnost Wurlitzer vyrobila několik různých modelů elektrických pian, včetně konzolových modelů s vlastní skříní a ozvučnou deskou a přenosných modelů s chromovým stojanem, určených pro použití na pódiu. Tyto přenosné modely získaly v šedesátých letech velkou popularitu mezi R&B a rockovými muzikanty, používala je například kapela Supertramp.

## Zvuk
Oficiální název nástroje je Elektronické piano Wurlitzer. Zvuk je tvořen elektromechanicky, pomocí úderů plstěných kladívek na kovových destičkách použitím konvenční klavírní mechaniky. To vytváří elektrický proud, který zachycuje elektromagnetický snímač napájený 170 volty stejnosměrného napětí. Většina pian Wurlitzer má 64 kláves s rozsahem od noty A (o oktávu výš než nejnižší nota na standardním pianu s 88 klávesami), po notu C, (o oktávu níž než nejvyšší nota na standardním pianu). Wurlitzer je také vybaven mechanickým sustain pedálem. V porovnání s podobně populárním elektrickým pianem Rhodes od firmy Fender má Wurlitzer ostřejší zvuk, který se víc podobá pilové vlně, zatímco zvuk Rhodes se více podobá sinusoidní vlně. Wurlitzer má tím pádem ostřejší a údernější zvuk. Když se na něj hraje slabě, má velmi jemný zvuk, podobný vibrafonu nebo Rhodes pianu. Čím se na něj hraje silněji, tím agresivněji zní. Při takovém hraní produkuje charakteristický mírně zkreslený zvuk, který se často popisuje jako “štěkání”.

## Historie

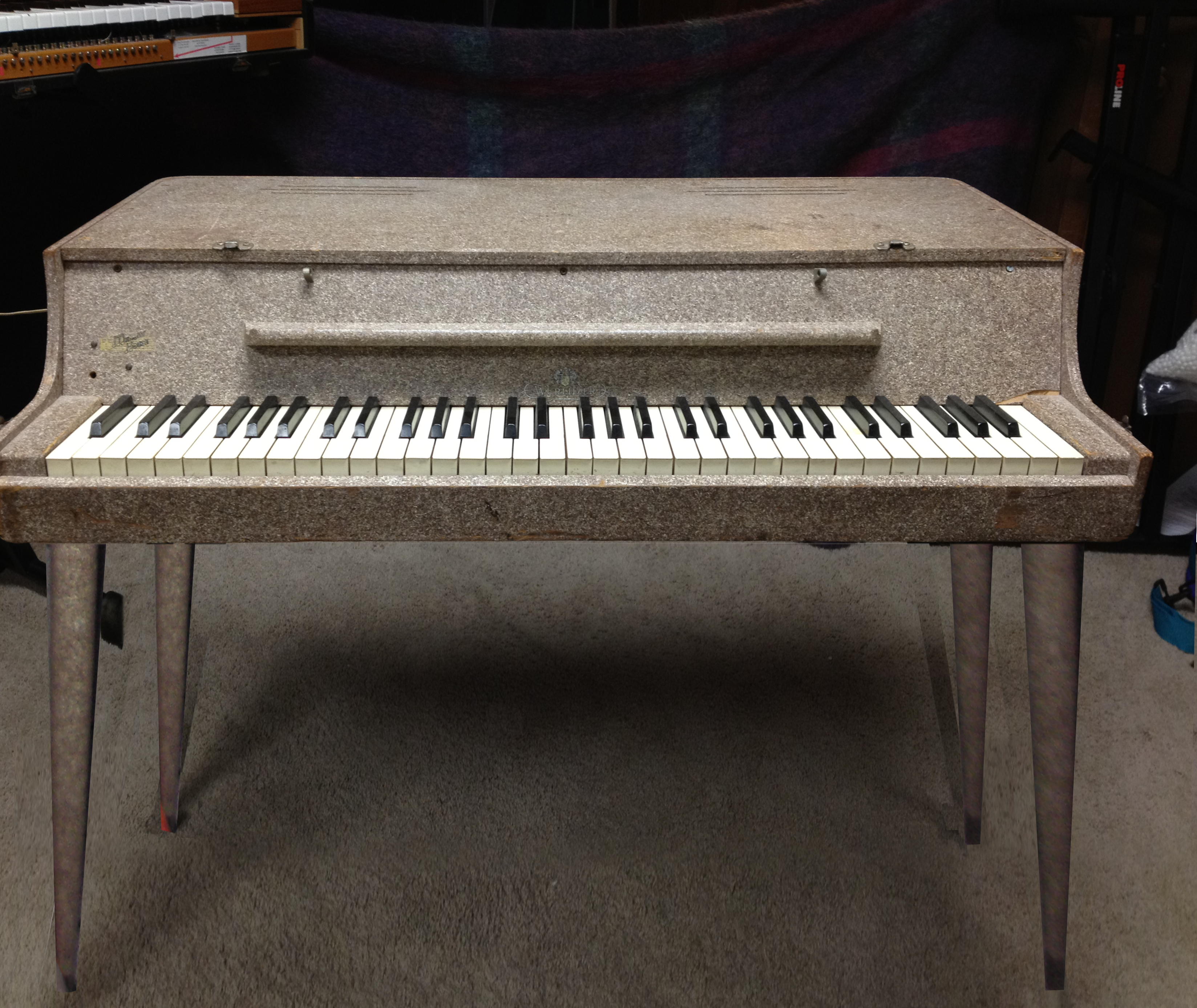
Wurlitzer model 112

Vynálezce Benjamin Miessner navrhl v roce 1935 piano s vestavěným zesilovačem. Wurlitzer použil stejné elektromagnetické snímače, ale vyměnil struny piana za kovové destičky. Tento nástroj se začal vyrábět v roce 1954 pod názvem EP-110, po kterém následovaly další modely 111 a 112 z roku 1955. Poté byl v různých verzích vyráběn až do roku 1984, kdy byla zastavena produkce modelu 200A.

## Varianty
Většina elektrických pian Wurlitzer jsou přenosné modely s odnímatelným stojanem a sustain pedálem připojeným pomocí Bowdenova kabelu. Dále existují také modely “konzole”, “grand” a “spinet”, které mají sustain pedál přidělaný na pevno. U nejstarších modelů byl sustain pedál připevněn ze strany nástroje. Od konce padesátých let se pedály začaly montovat přímo pod klaviaturu.

### Přenosné modely

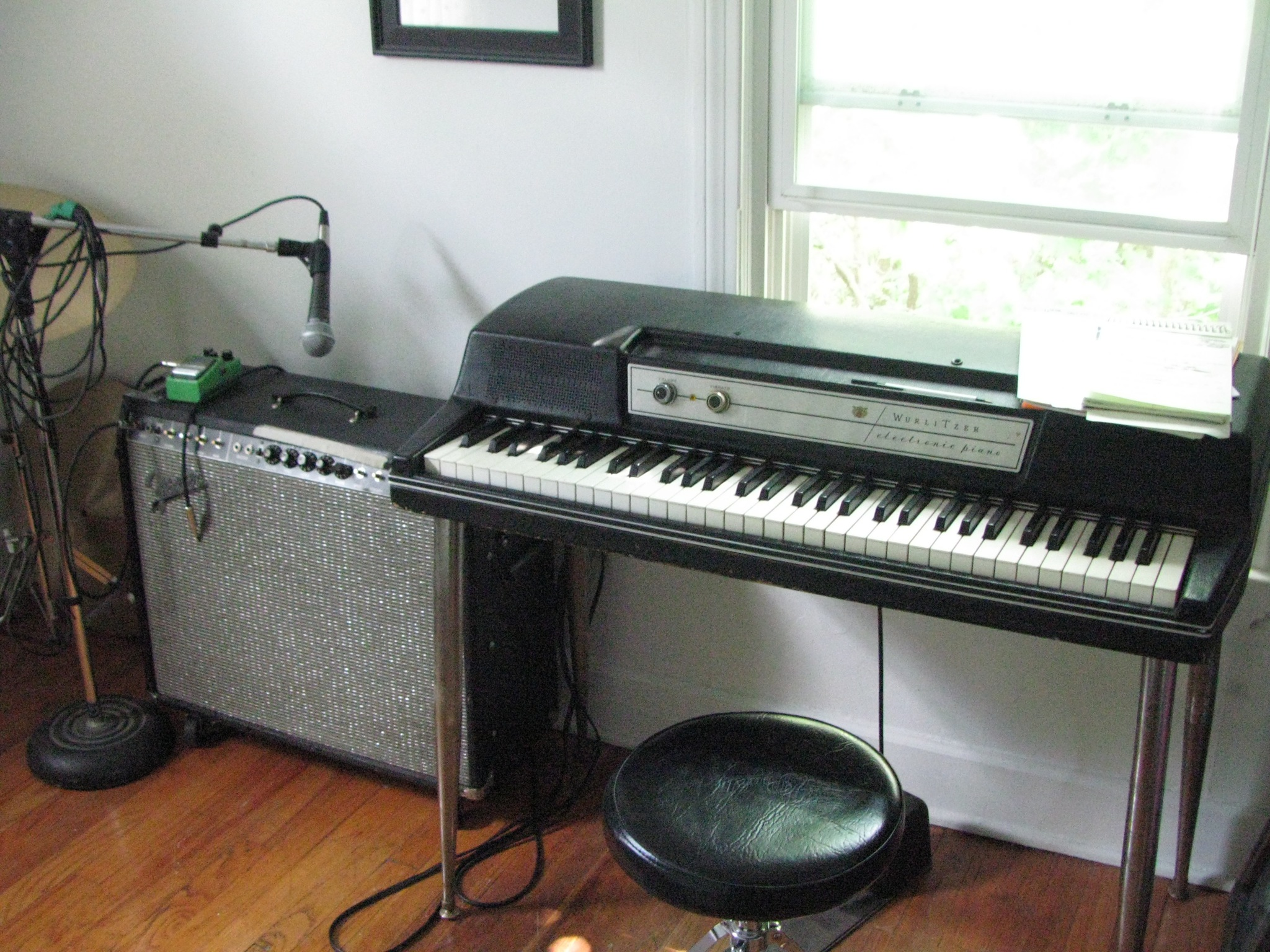
Wurlitzer model 200A

Nejstarší modely byly tzv. série 100. Byly vyrobené z nabarvených dřevotřískových desek a měly vestavěný reproduktor na zadní části konstrukce. Kromě modelů z padesátých let (110, 111, 112, 112A, 120) měly všechny přenosné modely vestavěný tremolo efekt s fixní frekvencí oscilace a nastavitelnou hloubkou. Ve všech modelech vyrobených do počátku šedesátých let se používaly lampové elektronky. První tranzistorový model, EP-140, byl uveden na trh v roce 1962. Současně s ním byl uveden i model 145, který stále používal lampové elektronky. Tyto modely později prošly několika revizemi, které byly označeny písmeny A a B, a nakonec byly nahrazeny v roce 1968 modelem 200 s plastovou konstrukcí, který vážil mnohem méně (25 kg bez nohou a pedálu), se dvěma reproduktory namířenými čelem k hráči. Tento model byl v roce 1974 modernizován pod označením 200A a jeho výroba pokračovala až do roku 1984. Model 200 byl dostupný v černém, tmavě zeleném, červeném nebo béžovém provedení. 200A byl dostupný pouze v černé a avokádové zelené barvě. Některé kapely, jako například Beach Boys, The Carpenters a Supertramp používaly Wurlitzer v bílé barvě. Bílé Wurlitzery se ovšem nikdy nevyráběly, byly přemalované na zakázku. Model 200B byl poslední model, který byl uveden na trh (1978). Vizuálně byl stejný jako 200A, ale byl navržen tak, aby jej bylo možné napájet pomocí dvojce 85voltových dobíjecích baterií, a neměl vestavěný zesilovač ani reproduktory.

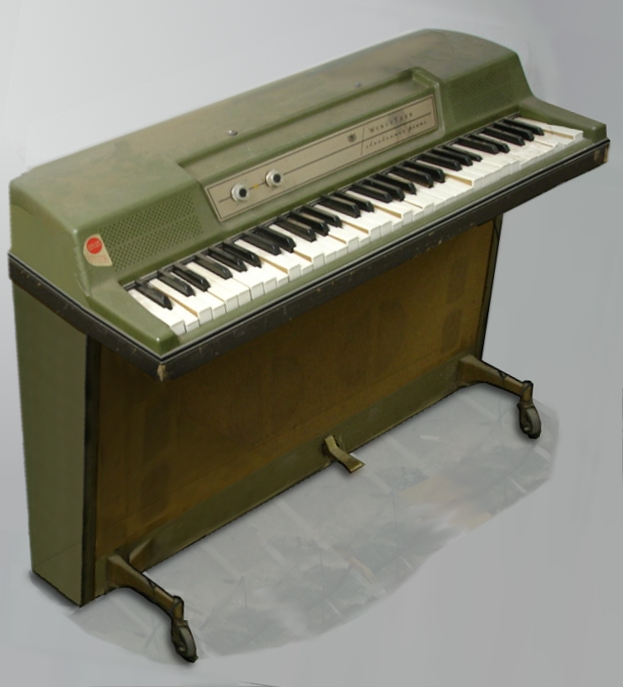
Wurlitzer model 206A

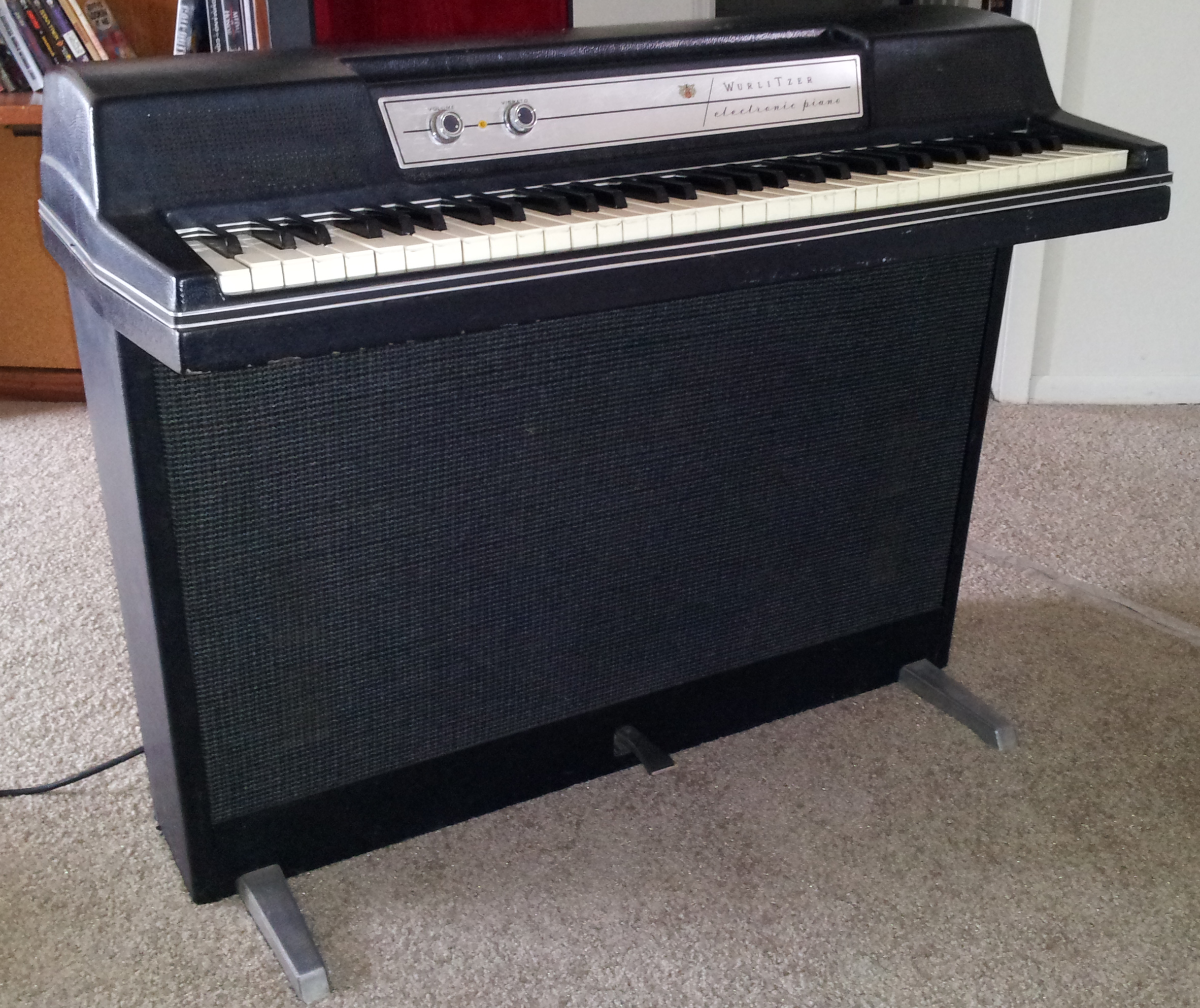
Wurlitzer model 210

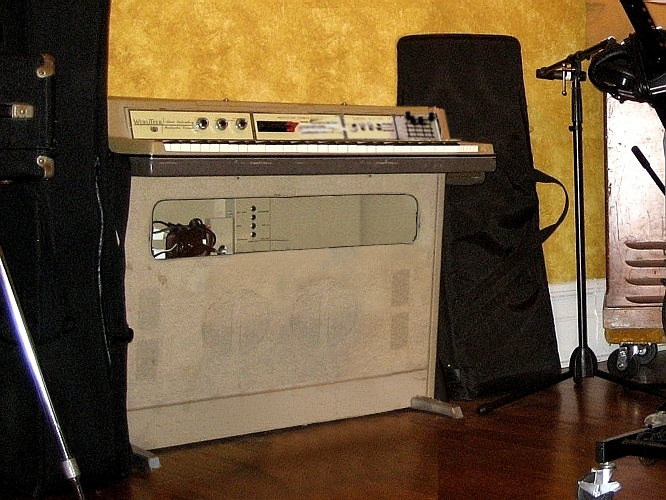
Wurlitzer 207 - učitelský model

### Konzolové modely
Elektrické piano Wurlitzer bylo často používáno ve školách jako erární nástroj pro studenty. Za tímto účelem byly vytvořeny nepřenosné modely. Učitel měl sluchátka a mikrofon, aby mohl poslouchat každého studenta individuálně a komunikovat s ním, aniž by to rušilo ostatní studenty. Studenti měli sluchátka, díky kterým se mohli poslouchat i navzájem. Najednou mohlo být propojeno až 48 nástrojů. Podle bývalého zaměstnance Wurlitzeru, Billa Fullera, v šedesátých a sedmdesátých letech používalo elektrické piano Wurlitzer 75 procent všech vysokých škol v Americe, a některé z nich byly plně funkční i v roce 2000. Běžně jsou k vidění modely, které se podobají béžovému nebo světle zelenému modelu 200, ale jsou připevněné ke stojanu s reproduktorem, sluchátkovým výstupem a sustain pedálem. Tyto modely nemají vestavěné tremolo (některé pozdější modely mají tremolo mechanismus, který je pouze vypnutý). Tyto modely jsou označovány jako 206/206A. Mnohé z těchto konzolových modelů byly v nedávné době modifikovány podle specifikací 200/200A, za účelem používání na pódiu. O něco vzácnější jsou učitelské modely (207/207Va/205V atd.), které mají několik přepínačů pro odposlech a ztlumení, a v některých případech také možnost přidat velký podsvícený panel s displejem (notový vizualizér), který je ovládán pomocí kláves. Samostatné studentské modely nesou označení 214 a 215, a domácí/pódiové konzolové modely jsou označeny jako 203, 203W a 210. Neobvyklý zkosený model s označením 300 byl dostupný jen v Evropě a Británii okolo roku 1973.

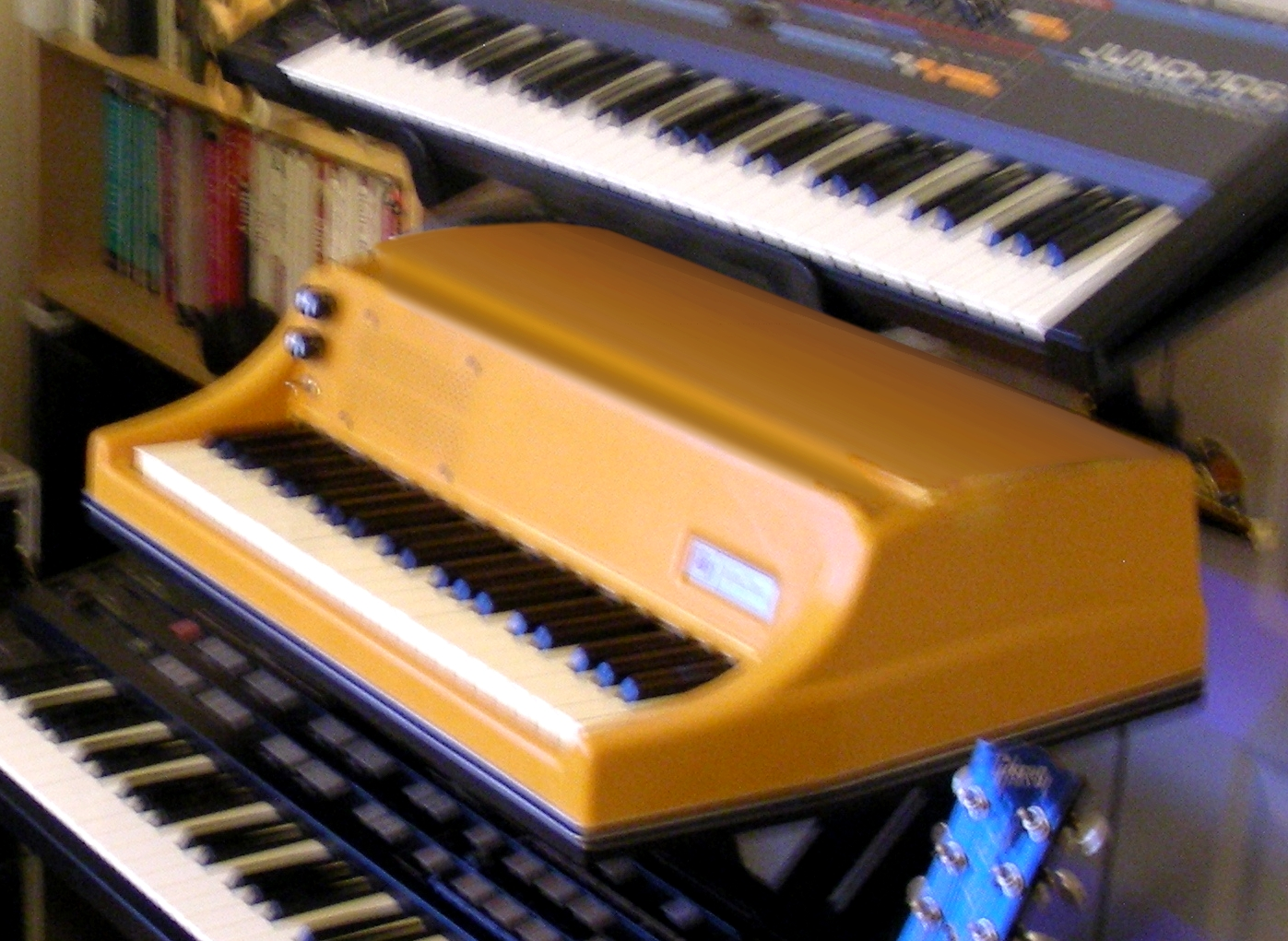
Wurlitzer 106P - studentské piano. Dva potenciometry na levé straně nejsou původní.

### 106P
Jediný model, který nemá 64 kláves, je model 106P (P značí pupil – anglicky žák). Má 44 kláves, plastovou konstrukci, jeden reproduktor a nemá sustain pedal ani jiné ovládací prvky. Model 106P byl dostupný v sadě po osmi kusech na rozložitelné konstrukci, která po vyskládání vytvořila jakousi přenosnou učebnu. Tyto modely byly propojeny s učitelským pianem v plné velikosti, které se používalo k ovládání jednotlivých studentských nástrojů. Tento model se vyráběl od počátku sedmdesátých let a byl dostupný v oranžovém a béžovém provedení. Známým uživatelem tohoto modelu je Page McConnell z kapely Phish, který jej používal na pódiu právě kvůli jeho malé velikosti, aby mohl na koncertech používat více nástrojů. Tento model díky své barvě i velikosti dostal přezdívku “malá dýně”.
 

### Spinetové modely
Od začátku produkce bylo vyrobeno malé množství nástrojů s dřevěnou konstrukcí ve tvaru spinetu, které byly určeny pro domácí použití. Tyto modely byly většinou vybavené sustain pedálem a také soft pedálem, jako mívají běžné klavíry (v tomto případě ale jde elektronický atenuátor). Mechanika těchto modelů je stejná, jako v dobových přenosných modelech. Model 700 byl vybaven stejným zesilovačem a mechanikou jako přenosný model 120. Model 700 byl vyráběn zhruba od roku 1958 do roku 1962. Model 720 byl spinetovou verzí lampového modelu 145. Pozdější verze 720B byla zase spinetovou verzí tranzistorového modelu 140B. Model 720 a jeho varianty se vyráběly zhruba mezi roky 1962 a 1967.
Velice vzácný je model 300 (cca 1973) který byl určený jen pro evropský trh; zkosené piano konzolového typu, které bylo navrženo podle modelu 200. Model 300 vypadal podobně jako moderní digitální piana pro domácí použití.

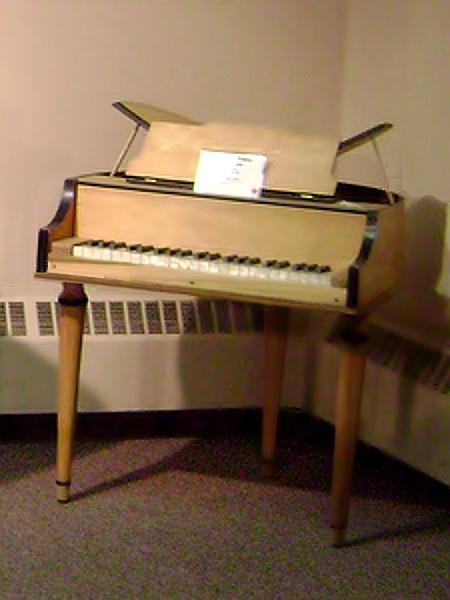
Studentské Butterfly piano (třicátá léta) se dvěma malými křídly. Pozdější model 270 Butterfly Baby Grand (1976) je elektrické piano s pedály.

### Butterfly Baby Grand
K modelu 200A byl navržen sesterský model 270, známý také jako Butterfly Baby Grand, který byl určen pro domácí použití. Měl půlkruhovou konstrukci vyrobenou z ořechového dřeva se dvěma ozvučnými otvory ve tvaru čtvrtkruhu a dva horizontálně upevněné osmipalcové reproduktory. Toto byl jeden z posledních modelů značky Wurlitzer (1976), a dnes je velmi obtížné jej sehnat. Je to také nejtěžší ze všech nástrojů, které Wurlitzer vyráběl.

## Napodobeniny
Wurlitzer se snaží emulovat spousta moderních digitálních keyboardů, ale jeho zvuk, který je vytvářen elektromechanicky, je velmi těžké napodobit pomocí syntezátorového nástroje. Korg SV1 je všeobecně považován za velmi věrnou emulaci Wurlitzeru. Nord Stage obsahuje několik různých bank se zvuky Wurlitzeru.

## Významní uživatelé
Wurlitzer poprvé použil komerční nahrávce jazzový klavírista Sun Ra na svém albu Angels and Demons at Play. Později začali Wurlitzer používat Ray Charles a Joe Zawinul. Wurlitzer také v sedmdesátých letech hodně používala kapela Supertramp, například ve skladbě Dreamer.